# 式守伊之助 (43代)
43代 式守 伊之助（よんじゅうさんだい しきもり いのすけ、本名：森田 善光（もりた よしみつ）、1963年9月12日 - ）は、神奈川県横浜市鶴見区出身で春日野部屋所属の大相撲の立行司。血液型はA型。自身が幕内格以降全ての優勝決定巴戦を合わせているので巴戦の伊之助と呼ばれている。

## 人物
小学生の時は漫画、中学生の時はバスケットボール観戦を趣味としていたが、祖父の影響を受けて相撲が好きになった。小さい頃から一番背が低く、学校の背の順でもいつも一番前であった。スポーツは好きであったが、背の高い子にはなかなか勝てなかった。「あの王・長島ですら審判なら退場にすることができる」と言う理由から中学時代から力士ではなく行司に憧れており、「第27回NHK紅白歌合戦」で26代木村庄之助を見たことにより行司を志す。高校を1学期で中退して入門し、春日野部屋から1979年9月場所に初土俵。行司の師匠は共に同部屋の当時6代木村庄二郎（のち26代式守伊之助）と14代木村庄太郎（のち27代式守伊之助）である。
1995年3月場所より、立行司に昇格した同部屋の29代式守伊之助が名乗っていた名跡を継いで4代木村善之輔を襲名、2006年3月場所に幕内格行司へ昇格した後、2007年1月場所に27代式守伊之助が立行司に昇格するまで名乗っていた名跡を継ぎ、15代木村庄太郎を襲名した。2015年5月場所に三役格行司に昇格。木村庄太郎の名跡で三役格に昇格するのは、1984年1月場所に昇格した14代庄太郎（のちの27代式守伊之助）以来31年ぶりとなった。
長らく場内アナウンスも担当している。
2018年7月場所の土俵祭では、立行司が正式に空位となったため、祭主を務めた。（2018年1月・3月・5月場所は三役格行司の筆頭である11代式守勘太夫が祭主を務めた。次期伊之助襲名者が出るまでの間は、三役格行司が祭主を務める。）立行司空位時の三役格行司が土俵祭を執り行うのは、1993年11月場所限りで28代庄之助が停年退職し、立行司が空位（1994年1月・3月場所）となって以来である。
- 大相撲令和元年5月場所では、久々に幕内土俵入りの先導を何度か務めた。本来ならば三役格行司のため先導はしないはずだが、これは横綱白鵬の休場によるもので、横綱鶴竜が横綱として一人で出場し、鶴竜の土俵入りを式守伊之助のみが15日間務めなければならないため、三役格行司の土俵入りの仕事がなくなるのを防ぐためである。
- 大相撲令和4年11月場所千秋楽の優勝決定戦を裁いた。控え行司は式守伊之助。

2024年9月26日の日本相撲協会理事会で、2025年1月場所番付発表日の2024年12月23日付で立行司に昇進し、43代式守伊之助を襲名することが承認された。
- 大相撲令和7年1月場所千秋楽の巴戦を裁いた。控え行司は木村庄之助。

## 行司論
- いつまでも1つの取組を覚えていると次の取組で力士の名前を間違える恐れがあるので、1度裁いたらその取組のことは忘れるように気持ちを切り替える。そのため、その場所では覚えていても何十年先も覚えていることはなく、思い出の取組のようなものは庄太郎の記憶には残っていない[1]。
- 差し違えなどについては、よほど自信があったのに逆の結果になったら落ち込むが、なかなかそうはいかないので「人間には間違うこともあるさ」と割り切っている[1]。
- 庄太郎は同じ装束を2日続けて着ないようにしている[1]。
- 東西を間違えるといけない、貴賓席に尻を向けるのは失礼、などの理由で正面はなるべく回らないようにしており、避けるために仕方なく逃げる時にもすぐに向正面に戻るようにしている[1]。
- 取組で一番注視するところは力士の立合いであり、手を付くかどうかよりも力士の呼吸が合っているかどうかを重視する。ただ、手を付く動作すらしない場合は流石に待ったをかける。ただ近年では、両方の手を付いていないと待ったをかけるようになった[1]。
- 「負けを発見する」ことが行司の仕事なので、廻しよりも下しか見ずに手や足が地面に付いたか、土俵から出たかを見つけることにしている[1]。

## 略歴
- 1979年9月場所 - 木村春男の名で春日野部屋から初土俵。
- 1980年1月場所 - 序ノ口格として番付に初掲載。
- 1980年3月場所 - 木村春夫に改名。
- 1982年1月場所 - 序二段格に昇格。
- 1984年1月場所 - 三段目格に昇格。
- 1989年1月場所 - 幕下格に昇格。
- 1994年1月場所 - 十両格に昇格。
- 1995年3月場所 - 4代木村善之輔襲名。
- 2006年3月場所 - 幕内格に昇格。
- 2007年1月場所 - 15代木村庄太郎襲名。
- 2015年5月場所 - 三役格に昇格。
- 2025年1月場所 - 立行司に昇格。43代式守伊之助襲名。

## その他
- 先代の木村庄太郎は1992年11月場所から27代式守伊之助を襲名し、以降木村庄太郎の名跡は空いたままとなっていたため、実に14年ぶりの襲名者ということになる。
- 現役の十両格以上の行司の中では唯一の瓢箪形軍配の使い手である[6]（幕下格以下では式守一輝が瓢箪形軍配を持っている）。このほかに庄太郎代々の譲り団扇も預かっていて、こちらは卵型で黒漆を塗っただけの無地。「黒は何にも染まらないため公平な心で裁く」[7]という意味が込められている。
- 幕下格時代に結婚した妻は、当時の春日野親方（横綱・栃錦）の養女（春日野夫人の姪）。
- 2025年7月場所4日目、豊昇龍－阿炎で、土俵際でもつれた際、豊昇龍に軍配を挙げたが、物言いがつき、豊昇龍の左踵が蛇の目についたかどうか協議された結果、踵がついており、立行司として行司軍配差し違えとなり、阿炎の勝ちとなった[8]。